# Harie Meijers
Harie Meijers (conegut també com a Harrie Meyers) (Maastricht, 5 de desembre de 1879 - Ídem, 14 d'abril de 1928) va ser un ciclista neerlandès, que fou professional entre 1896 i 1909. Es dedicà al ciclisme en pista, especialment en la velocitat. Aconseguí tres medalles als Campionats del Món de l'especialitat.

## Palmarès
- 1897
  -  Campió dels Països Baixos de velocitat
- 1898
  -  Campió dels Països Baixos de velocitat
- 1899
  -  Campió dels Països Baixos de velocitat
- 1900
  -  Campió dels Països Baixos de velocitat
  - 1r al Gran Premi de Copenhaguen en velocitat
- 1902
  -  Campió dels Països Baixos de velocitat
  - 1r al Gran Premi de París
- 1903
  - 1r al Gran Premi de París